# Luc Malo
Luc Malo (né le 2 novembre 1973) est un homme politique québécois.

## Biographie
Il a été député à la Chambre des communes du Canada, représentant la circonscription de Verchères—Les Patriotes sous la bannière du Bloc québécois. Élu lors de l'élection fédérale canadienne de 2006, il remporte la circonscription avec près de 57 % des voix. Il a été réélu en 2008 et défait en 2011.
Il a une maîtrise en administration des affaires obtenue à l'Université de Sherbrooke (2001-2002) et a été député fédéral de Verchères—Les Patriotes (1996-2005). Il est Porte-parole du Bloc québécois en matière de Sports entre 2006 et 2011.